# Алфеј, Филаделф и Кирин
Свети мученици Алфеј, Филаделф и Кирин су хришћански светитељи. Били су рођена браћа, синови некога кнеза Виталија у јужној Италији. Суђено им је због вере у Христа. Вођени су од једног судије до другог и од једног мучитеља до другог. На крају сз преведени у Сицилију, и тамо убијени, за време владавине цара Ликинија. Алфеју је језик одсечен и он је умро од излива крви. Филаделф је спаљен на гвозденој леси, а Кирин у огњу. Њихове нетрулежне мошти пронађене су 1517. године. Ова три брата јавили се светој Евталији.
Српска православна црква слави их 10. маја по црквеном, а 23. маја по грегоријанском календару.